# Luca Raggio
Luca Raggio (Chiavari, 26 maart 1995) is een Italiaans wielrenner die anno 2018 rijdt voor Wilier Triestina-Selle Italia.

## Carrière
Als junior werd Raggio in 2013, achter Matteo Trippi, tweede op het nationale kampioenschap op de weg.
In 2017 won Raggio de Trofeo Matteotti voor beloften (die niet op de UCI-kalender stond) en werd hij onder meer vierde in de Coppa della Pace en tiende in het eindklassement van de Ronde van Italië voor beloften, waarna hij vanaf eind juli stage mocht lopen bij Wilier Triestina-Selle Italia. Tijdens die stageperiode nam hij onder meer deel aan de Ronde van Hainan, waar de ploeg zes etappes, het eind- en het puntenklassement won. Voor het seizoen 2018 kreeg hij een profcontract.

## Resultaten in voornaamste wedstrijden
|      | \| Jaar \| Milaan-San Remo \| Ronde van Lombardije \| \| ---- \| --------------- \| -------------------- \| \| 2018 \| \| opgave \| \| 2019 \| 163e \| \| |                      |
| Jaar | Milaan-San Remo | Ronde van Lombardije |
| 2018 | | opgave               |
| 2019 | 163e |                      |

## Ploegen
- 2017 –  Wilier Triestina-Selle Italia (stagiair vanaf 28-7)
- 2018 –  Wilier Triestina-Selle Italia

Amezqueta · Andriato · Belletti · Bertazzo · Busato · Cecchin · Draperi · Ducournau · Fedi · Flórez · Fonzi · Godoy · Kasjavy · Mareczko · Martínez · Mosca · Pozzato · Rodríguez · Trosino · Turrin · Zhupa · Colonna (stagiair) · Marcelli (stagiair) · Raggio (stagiair)
Bertazzo · Bevilacqua · Busato · Coledan · Flórez · Fonzi · Kasjavy · Mareczko · Mosca · Pacioni · Pozzato · Raggio · Rosa · Turrin · Velasco · Zardini · Zhupa